# Robert F. Broussard
Robert Foligny Broussard, född 17 augusti 1864 i Iberia Parish, Louisiana, död 12 april 1918 i New Iberia, Louisiana, var en amerikansk demokratisk politiker. Han representerade delstaten Louisiana i båda kamrarna av USA:s kongress, först i representanthuset 1897-1915 och sedan i senaten från 1915 fram till sin död.
Broussard studerade 1879-1882 vid Georgetown University. Han avlade 1889 juristexamen vid Tulane University och inledde därefter sin karriär som advokat i New Iberia. Han arbetade som åklagare 1892-1897.
Broussard efterträdde 1897 Andrew Price som kongressledamot. Han omvaldes åtta gånger. Han efterträdde sedan 1915 John Thornton i USA:s senat. Han avled tre år senare i ämbetet och efterträddes av Walter Guion.
Yngre brodern Edwin S. Broussard var senator för Louisiana 1921-1933.